# 41981 Yaobeina
41981 Yaobeina è un asteroide della fascia principale. Scoperto nel 2000, presenta un'orbita caratterizzata da un semiasse maggiore pari a 2,6203086 UA e da un'eccentricità di 0,1325846, inclinata di 14,38779° rispetto all'eclittica.